# Black Panther (soundtrack)
De soundtrack voor de Amerikaanse superheldenfilm Black Panther uit 2018, gebaseerd op het gelijknamige personage van Marvel Comics en geproduceerd door Marvel Studios, bestaat uit een originele filmmuziekalbum, gecomponeerd door Ludwig Göransson en een originele liedjesalbum uitgevoerd of samengesteld door Kendrick Lamar.
De soundtrack van Lamar werd op 9 februari 2018 uitgebracht als Black Panther: The Album door Interscope Records, met grote verkopen, waaronder de toppositie in de Billboard 200-hitlijst. Het werd door veel critici geprezen als een mijlpaal voor filmsoundtracks vanwege de ideeën en teksten, maar sommigen beschouwden het als zwakker dan Lamars solowerk. De partituur van Göransson werd op 16 februari door Hollywood Records uitgebracht als Black Panther (originele score) en werd geprezen omdat hij uniek was onder de partituren van Marvel Cinematic Universe vanwege de authentieke Afrikaanse elementen en het thematische materiaal, hoewel de albumpresentatie als te lang werd bekritiseerd. Het won beste originele filmmuziek-prijzen bij de Academy Awards (Oscars) en de Grammy Awards, terwijl het nummer "King's Dead" van Lamar's album ook een Grammy won.

## Achtergrond
Göransson werkte aan alle eerdere films van regisseur Ryan Coogler, terwijl Lamar en Coogler eerder over samenwerking hadden gesproken en de muzikant ermee instemde om verschillende nummers voor de film uit te voeren nadat hij een vroege versie ervan had gezien.
Na het lezen van het script van de film reisde Göransson naar Afrika om onderzoek te doen naar traditionele Afrikaanse muziek voor de film. Hij ging op tournee met de Senegalese muzikant Baaba Maal en nam optredens op van Maal en andere Afrikaanse muzikanten voor gebruik in de partituur. Göransson gebruikte met name opnames van tama en een tambin voor personagethema's in de film, terwijl Maal een origineel lied zong voor de opening van de partituur. Göransson combineerde deze traditionele Afrikaanse elementen met het klassieke orkest dat vaak in superheldenfilms wordt gebruikt. Het orkest werd opgenomen in de Abbey Road Studios, samen met een koor dat zong in de Xhosa-taal.
Omdat hij de film wilde evenaren wat betreft het behandelen van belangrijke thema's, besloot Lamar een volledig samengesteld soundtrackalbum te produceren in plaats van alleen de paar nummers waar Coogler om had gevraagd. Vanwege het vaste releaseschema van de film had Lamar minder tijd om aan het album te werken dan normaal. Hij begon te werken met producer Sounwave terwijl hij op tournee was, voordat hij de individuele nummers voltooide in samenwerking met veel verschillende artiesten. Een van deze medewerkers was Göransson, die aan een van de nummers werkte en elementen van het album in de partituur opnam. Coogler vond dat het album zijn eigen kunstwerk werd in plaats van alleen maar een band met de film.

## Black Panther: The Album
Het soundtrackalbum Black Panther The Album bevat voornamelijk muziek van en geïnspireerd door Kendrick Lamar en diverse artiesten. Het album bevat ook artwork van Nikolas A. Draper-Ivey, een artiest die online bekend staat om zijn fanart gebaseerd op intellectueel eigendom van Disney, zoals Black Panther en Spider-Man. Draper-Ivey was verrast toen hij werd benaderd om artwork voor het album te leveren door Interscope Records, maar hij was enthousiast om zich bij het project aan te sluiten en produceerde binnen een dag een eerste mock-up. Vervolgens verfijnde hij het stuk met input van de studio, en merkte op dat het veel minimalistischer was dan zijn gebruikelijke werk, met de nadruk op het duiden van macht in plaats van op overdrijven. Begin mei 2018 werd een vinylversie van het album uitgebracht.

### Tracklijst
| 1.                 | Black Panther (Kendrick Lamar)                               | 2:11 |
| 2.                 | All the Stars (Kendrick Lamar & SZA)                         | 3:56 |
| 3.                 | X (Schoolboy Q, 2 Chainz & Saudi)                            | 4:27 |
| 4.                 | The Ways (Khalid & Swae Lee)                                 | 3:59 |
| 5.                 | Opps (Vince Staples & Yugen Blakrok)                         | 3:01 |
| 6.                 | I Am (Jorja Smith)                                           | 3:29 |
| 7.                 | Paramedic! (SOB X RBE, Kendrick Lamar & Zacari)              | 3:39 |
| 8.                 | Bloody Waters (Ab-Soul, Anderson Paak & James Blake)         | 4:32 |
| 9.                 | King's Dead (Jay Rock, Kendrick Lamar, Future & James Blake) | 3:50 |
| 10.                | Redemption Interlude (Zacari)                                | 1:25 |
| 11.                | Redemption (Zacari & Babes Wodumo)                           | 3:42 |
| 12.                | Seasons (Mozzy, Sjava, & Reason)                             | 4:02 |
| 13.                | Big Shot (Kendrick Lamar & Travis Scott)                     | 3:42 |
| 14.                | Pray for Me (The Weeknd & Kendrick Lamar)                    | 3:31 |
| Totale duur: 49:12 |                                                              |      |

## Black Panther (Original Score)
Een album met de titel Black Panther (Original Score), met de filmmuziek van Ludwig Göransson werd op 16 februari 2018 digitaal uitgebracht door Hollywood Records. Op 18 mei 2018 werd een vinylversie van het filmmuziekalbum uitgebracht.

### Tracklijst

#### Digitale uitgave
Alle muziek gecomponeerd door Ludwig Göransson:

| 1.                 | Wakanda Origins                       | 1:44 |
| 2.                 | Royal Talon Fighter                   | 4:00 |
| 3.                 | Wakanda (featuring Baaba Maal)        | 2:20 |
| 4.                 | Warrior Falls                         | 4:06 |
| 5.                 | The Jabari                            | 1:08 |
| 6.                 | Waterfall Fight                       | 4:03 |
| 7.                 | Ancestral Plane                       | 4:27 |
| 8.                 | Killmonger                            | 2:55 |
| 9.                 | Phambili                              | 2:31 |
| 10.                | Casino Brawl                          | 3:32 |
| 11.                | Busan Car Chase                       | 2:49 |
| 12.                | Questioning Klaue                     | 3:32 |
| 13.                | Outsider                              | 2:07 |
| 14.                | Is This Wakanda?                      | 2:46 |
| 15.                | Killmonger's Challenge                | 5:07 |
| 16.                | Killmonger vs. T'Challa               | 3:30 |
| 17.                | Loyal to the Throne                   | 1:35 |
| 18.                | Killmonger's Dream                    | 3:15 |
| 19.                | Burn It All                           | 3:24 |
| 20.                | Entering Jabariland                   | 2:42 |
| 21.                | Wake Up T'Challa                      | 6:08 |
| 22.                | The Great Mound Battle                | 3:48 |
| 23.                | Glory to Bast                         | 6:06 |
| 24.                | The Jabari, Pt. II                    | 2:22 |
| 25.                | A Kings Sunset (featuring Baaba Maal) | 4:28 |
| 26.                | A New Day                             | 1:47 |
| 27.                | Spaceship Bugatti                     | 1:23 |
| 28.                | United Nations / End Titles           | 7:32 |
| Totale duur: 95:07 |                                       |      |

#### Vinyl uitgave
Alle muziek gecomponeerd door Ludwig Göransson:

| 1.                 | Wakanda (featuring Baaba Maal) | 2:20 |
| 2.                 | Warrior Falls                  | 4:06 |
| 3.                 | Waterfall Fight                | 4:03 |
| 4.                 | Ancestral Plane                | 4:27 |
| 5.                 | Killmonger                     | 2:55 |
| 6.                 | Casino Brawl                   | 3:32 |
| 7.                 | Busan Car Chase                | 2:49 |
| Totale duur: 24:12 |                                |      |

| 1.                 | Killmonger's Challenge                | 5:07 |
| 2.                 | Killmonger vs. T'Challa               | 3:30 |
| 3.                 | Burn It All                           | 3:24 |
| 4.                 | The Great Mound Battle                | 3:48 |
| 5.                 | Glory to Bast                         | 6:06 |
| 6.                 | A Kings Sunset (featuring Baaba Maal) | 4:28 |
| Totale duur: 26:23 |                                       |      |

## Black Panther: Wakanda Remixed
Op 16 augustus 2018 brachten Hollywood Records en Marvel Music een verlengd stuk uit met de titel Black Panther: Wakanda Remixed, met remixen van vijf tracks uit de partituur van Ludwig Göransson. Göransson werkte samen met verschillende andere artiesten om de remixen te maken. Videoclips voor elk van de remixen werden ook vrijgegeven op het Vevo-kanaal van Marvel Music op YouTube.

### Tracklijst
| 1.                 | Wakanda (DJ Dahi Remix) (Featuring Baaba Maal)              | 2:48 |
| 2.                 | Killmonger (WondaGurl Remix)                                | 3:12 |
| 3.                 | Ancestral Plane (Uzowuru & Kleinman Remix)                  | 2:44 |
| 4.                 | Waterfalls (Ludwig Göransson Remix)                         | 2:10 |
| 5.                 | Black Panther (Ludwig Göransson Remix) (Featuring Ame Kora) | 1:17 |
| Totale duur: 12:11 |                                                             |      |